# Arsenia (Dobronrawowa)
Arsenia, imię świeckie Anna Gawriłowna Dobronrawowa, imię zakonne wielkiej schimy: Tomasza (ur. 1879 w Szagarskim, zm. 23 stycznia 1939 w Iwanowie) – rosyjska mniszka prawosławna, święta nowomęczennica.

## Życiorys
Była córką kapłana prawosławnego. Wykształcenie uzyskała w szkole eparchialnej, po czym w 1903 podjęła pracę jako nauczycielka czytania, pisania i rękodzieła w przytułku dla sierot przy monasterze Fiodorowskiej Ikony Matki Bożej w okolicach Szui. Następnie wstąpiła do tegoż monasteru, przyjmując przy postrzyżynach mniszych imię Arsenia. Głęboko religijna, wiele czasu poświęcała odmawianiu Modlitwy Jezusowej. Czciła jak świętego zmarłego w 1879 biskupa Ignacego (Brianczaninowa).
W 1915 została przełożoną monasteru Fiodorowskiej Ikony Matki Bożej, w którym przebywało ok. 330 kobiet (mniszek i posłusznic). Po rewolucji październikowej wspólnota miała zostać zlikwidowana, ostatecznie jednak władze pozwoliły mniszkom pozostać w monasterze pod warunkiem równoczesnej pracy w kolektywnym gospodarstwie. Igumenia Arsenia nadal pozostawała przełożoną klasztoru, dzięki porozumieniu z dyrektorem gospodarstwa mniszki podejmowały pracę tylko z jej błogosławieństwa, zaś w dni świąteczne mogły jak dawniej uczestniczyć w nabożeństwach. Taki stan rzeczy utrzymał się do 1929, gdy wspólnota została ostatecznie zlikwidowana. 
Trzy lata później ihumenia Arsenia została aresztowana pod zarzutem prowadzenia agitacji antyradzieckiej. Nie przyznała się do winy. Została skazana na trzyletnią zsyłkę do Kazachstanu. Początkowo żyła w Ałmaty, następnie zmuszono ją do wyjazdu do Karkalińska. Złożyła tam śluby mnisze wielkiej schimy, przyjmując imię Tomasza. Po zakończeniu odbywania kary osiedliła się we Włodzimierzu. Aresztowana ponownie w 1938, została oskarżona o członkostwo w kontrrewolucyjnej organizacji mnichów i duchownych. W czasie śledztwa nie przyznawała się do winy. Zmarła z głodu w szpitalu więzienia nr 1 w Iwanowie.
W 2000 została kanonizowana jako jedna z Soboru Świętych Nowomęczenników i Wyznawców Rosyjskich.